# Van (thiết bị)

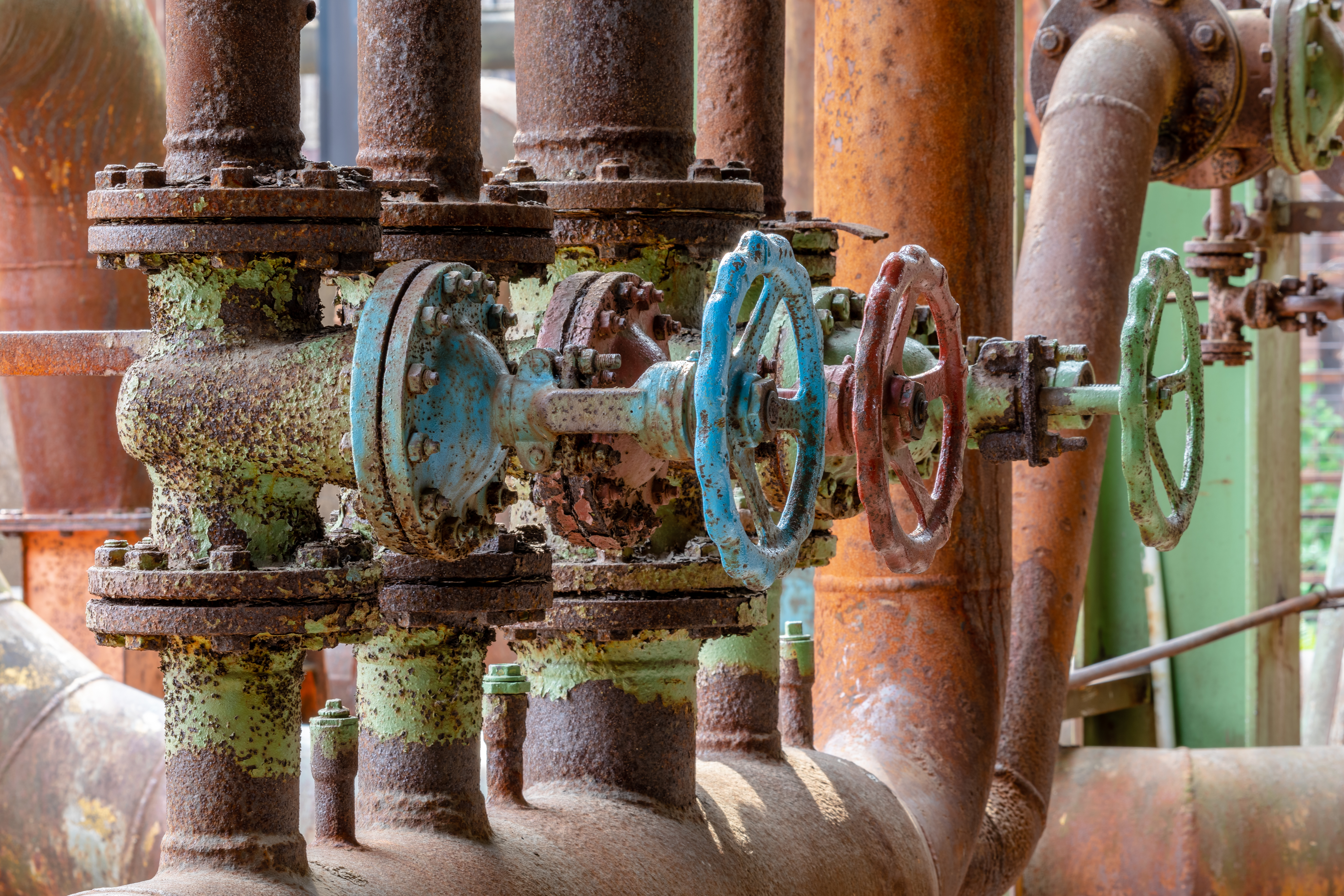
Các van nước này được vận hành bằng tay quay.

Van là một thiết bị điều chỉnh, điều khiển hoặc điều khiển dòng chảy của chất lỏng (khí, chất lỏng, chất rắn hóa lỏng hoặc bùn) bằng cách mở, đóng, hoặc một phần cản trở các lối đi khác nhau. Van là phụ kiện kỹ thuật, nhưng thường được thảo luận như một loại riêng biệt. Trong một van mở, dòng chất lỏng theo hướng từ áp suất cao hơn đến áp suất thấp hơn.

## Từ nguyên
Từ này bắt nguồn từ tiếng Latin valva, phần chuyển động của cánh cửa, lần lượt từ volvere, để quay, cuộn.

## Lịch sử
Van đơn giản và rất cổ xưa chỉ đơn giản là một bản lề tự do có thể làm tắc nghẽn dòng chất lỏng (khí hoặc lỏng) theo một hướng, nhưng được đẩy mở theo hướng ngược lại. Đây được gọi là van kiểm tra, vì nó ngăn chặn hoặc "kiểm tra" luồng theo một hướng. Van điều khiển hiện đại có thể điều chỉnh áp suất hoặc dòng chảy hạ lưu và vận hành trên các hệ thống tự động hóa phức tạp.  
Van có nhiều công dụng, bao gồm kiểm soát nước tưới, sử dụng trong công nghiệp để kiểm soát các quy trình, sử dụng trong nhà như bật / tắt và kiểm soát áp suất đối với máy giặt và máy rửa bát đĩa trong nhà. Ngay cả aerosols có một van nhỏ được xây dựng trong. Van cũng được sử dụng trong các lĩnh vực quân sự và vận tải.  

## Van ở khắp mọi nơi
Van được tìm thấy trong hầu hết các quy trình công nghiệp, bao gồm xử lý nước và nước thải, khai thác, sản xuất điện, chế biến dầu, khí và dầu mỏ, sản xuất thực phẩm, sản xuất hóa chất và nhựa và nhiều lĩnh vực khác.
Người dân ở các nước phát triển sử dụng van trong cuộc sống hàng ngày của họ, bao gồm hệ thống ống nước van, chẳng hạn như vòi cho nước máy, van điều khiển khí trên bếp, van nhỏ được trang bị cho máy giặt và máy rửa bát, thiết bị an toàn được trang bị cho hệ thống nước nóng, và van hình múa rối trong xe động cơ.
Trong tự nhiên có van, ví dụ van một chiều trong tĩnh mạch kiểm soát lưu thông máu, và van tim kiểm soát dòng chảy của máu trong các buồng tim và duy trì hành động bơm đúng.  
Van có thể được vận hành bằng tay, hoặc bằng tay cầm, cần gạt, bàn đạp hoặc bánh xe. Van cũng có thể tự động, được điều khiển bởi những thay đổi về áp suất, nhiệt độ hoặc dòng chảy. Những thay đổi này có thể tác động lên cơ hoành hoặc piston, do đó kích hoạt van, các ví dụ về loại van này thường được sử dụng là van an toàn được lắp vào hệ thống nước nóng hoặc nồi hơi.
Các hệ thống điều khiển phức tạp hơn sử dụng van yêu cầu điều khiển tự động dựa trên đầu vào bên ngoài (ví dụ, điều chỉnh dòng chảy qua một đường ống đến điểm thay đổi) yêu cầu một bộ truyền động. Một thiết bị truyền động sẽ đột quỵ van tùy thuộc vào đầu vào và thiết lập của nó, cho phép van được định vị chính xác và cho phép kiểm soát nhiều yêu cầu khác nhau.  

## Biến thể
Các loại van khác nhau về hình thức và ứng dụng. Kích thước thường nằm trong khoảng từ 0,1 mm đến 60 cm. Các van đặc biệt có thể có đường kính vượt quá 5 mét.

## Một số loại van
Van khá đa dạng và có thể được phân loại thành một số loại cơ bản. Van cũng có thể được phân loại theo cách chúng được kích hoạt:  
- Thủy lực
- Khí nén
- Điều khiển bằng tay
- Van điện từ
- Điều khiển bằng động cơ